# Kostel Paluküla
Kostel Paluküla stojí ve vesnici Pühalepa v kraji Hiiumaa v Estonsku.
Kostel je zapsán v seznamu kulturních památek Estonska od roku 1999 pod číslem 23605.

## Historie
Kostel byl postaven v roce 1820 pro rodinu barona Ungern-Sternberg jako hřbitovní kostel. Pro vysokou hladinu spodní vody nebylo možné vystavět v kostele pohřební krypty pod úrovní terénu, a tak ze záměru sešlo. Kolem kostela nebyl hřbitov ani fara, proto se stal filiálním kostelem farního kostela v Kärdla do roku 1939. Po anexi ostrova Hiiumana Sovětským svazem a jeho proměnou ve vojenskou zónu byl kostel používán jako sklad vojenského materiálu. Po ukončení druhé světové války byl opět využíván jako sklad a věž jako pozorovatelna. Kostel chátral, v roce 1989 vyhořela věž kostela. Věž byla opravena v roce 1994 a v roce 1996 postavena střecha.
V průběhu doby věž sloužila jako denní námořní navigační bod spolu s majákem Hiiessaare. Mezi těmito body je vzdálenost 2580 metrů s cílovým azimutem 229,6°. V estonském číselném seznamu majáků je zanesen pod číslem 626.

## Popis
Jednolodní orientovaná zděná stavba s masivními zdmi zakončená trojbokým závěrem. Střecha lodi je sedlová, krytá červenými taškami. K západnímu průčelí je přistavěna věž. Hranolová věž na čtvercovém půdorysu přechází do šestibokého hranolu a je ukončena prolomenou jehlanovou střechou. Okapní strany kostela měly prolomeny tři vysoká okna s novogotickým obloukem, z nichž jsou krajní okna zazděná. Závěr byl osvětlen stejně provedenými dvěma okny, z nichž okno na jižní straně je zazděno. Pod vysokými okny byla prolomena obdélná okna k osvětlení podsklepení kostela. Krypty (podsklepení) jsou vyvedeny nad úroveň terénu, podlaha kostela je vyvýšená a vchází se na ni po schodech z podvěží. Vchod s lomeným obloukem je umístěn v západní stěně věže. Věž má čtyři zvonová okna. V kostele bylo místo pro sto věřících.

## Galerie

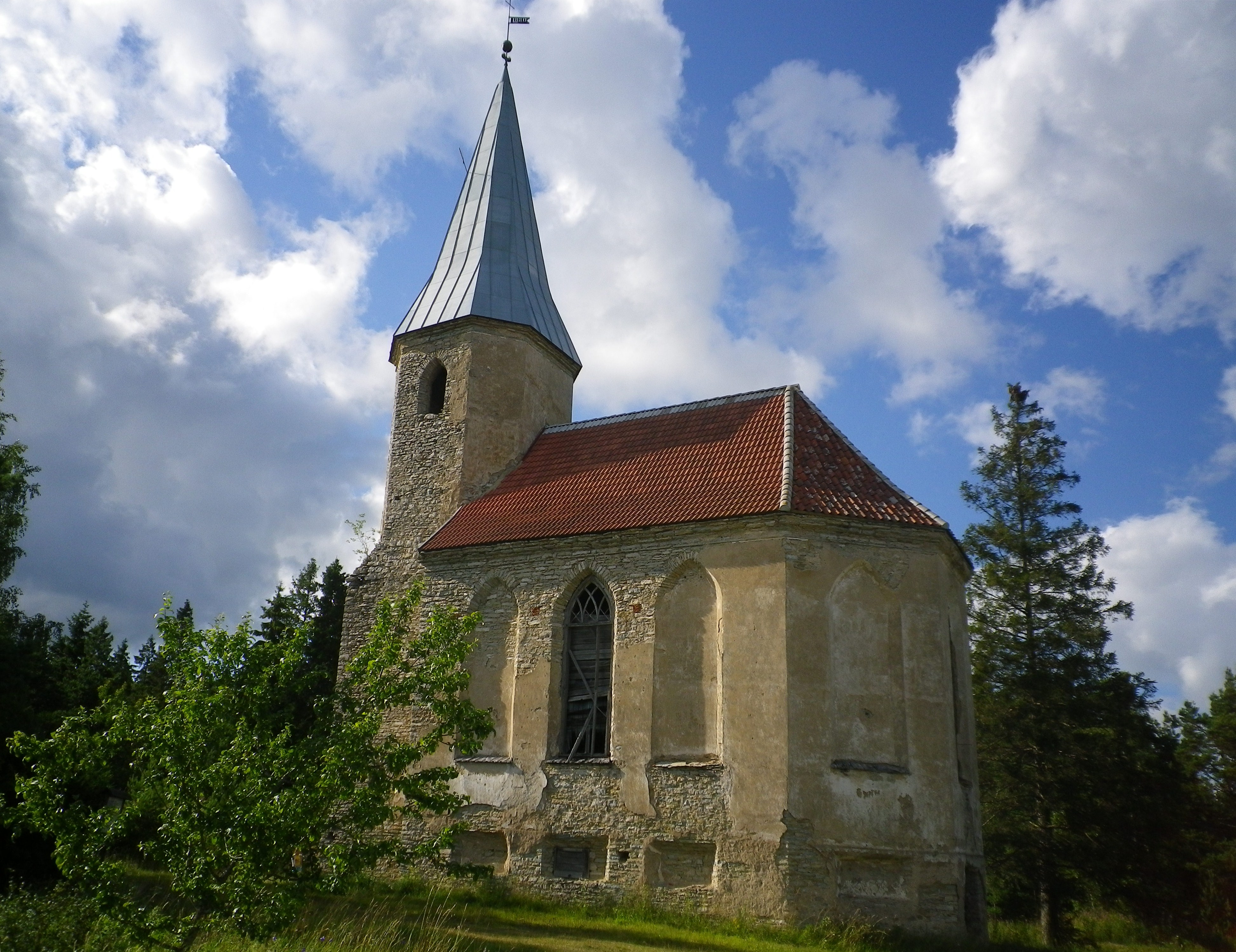
Kostel Paluküla v roce 2012
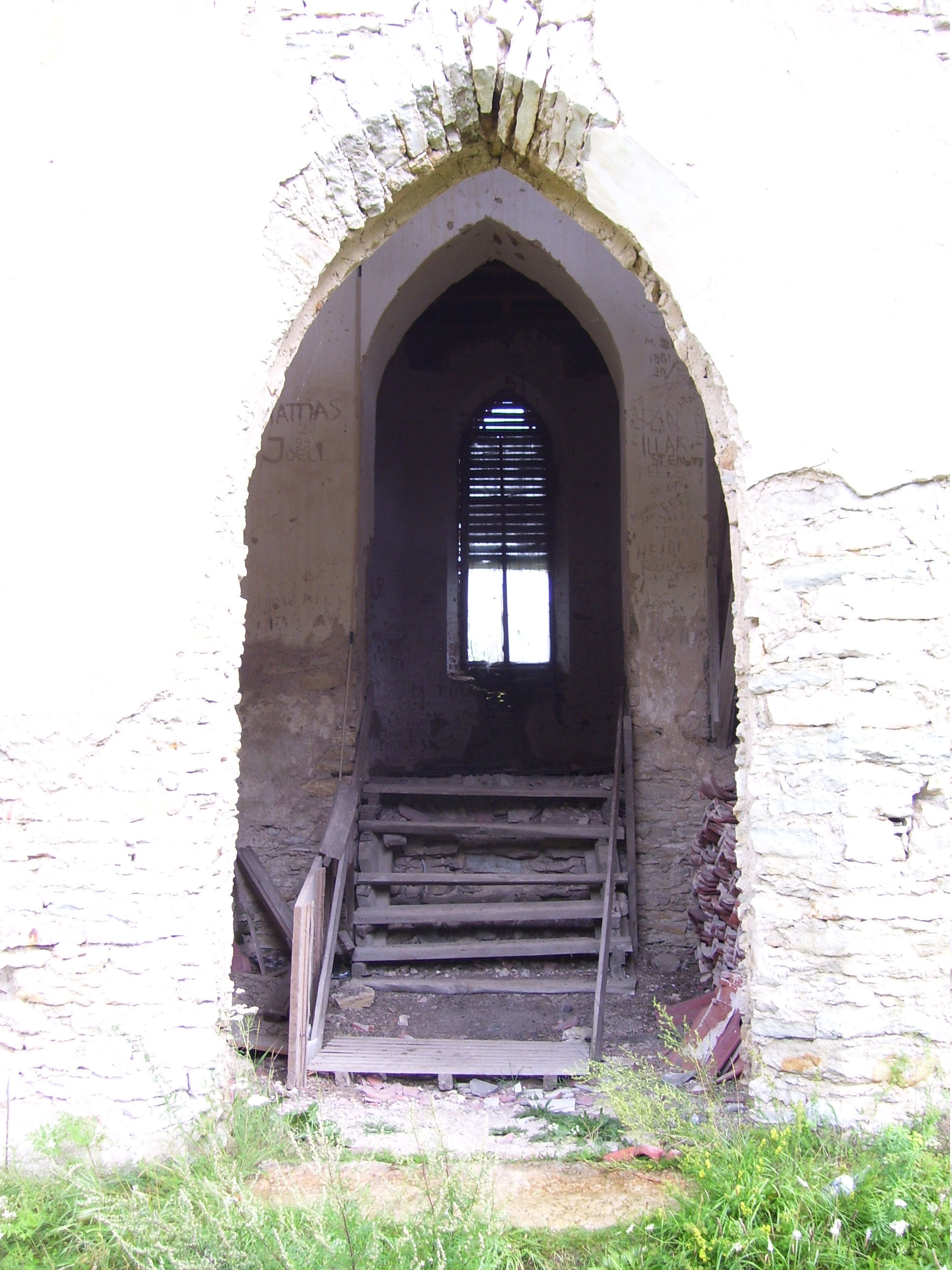
Vchod
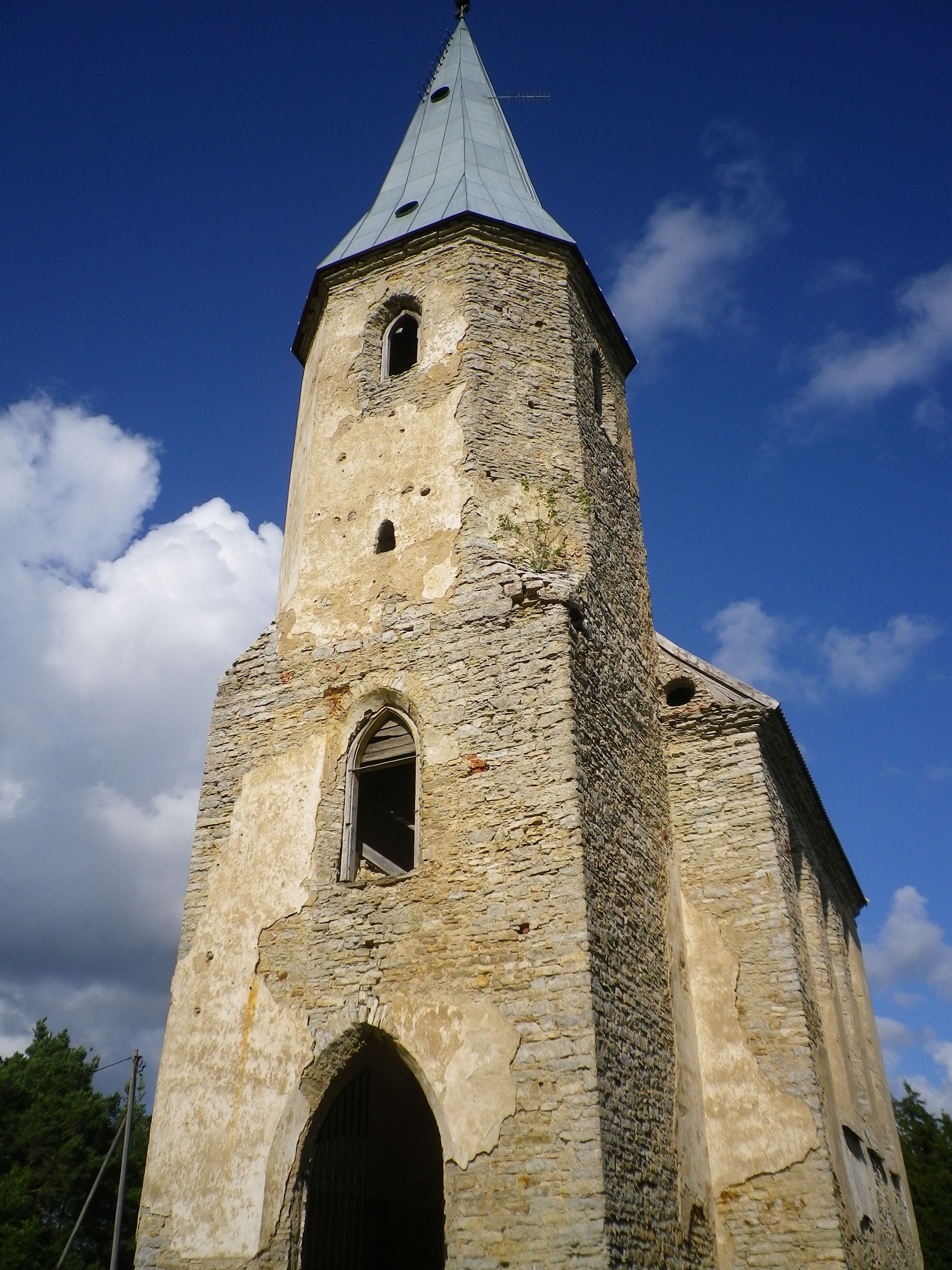
Věž
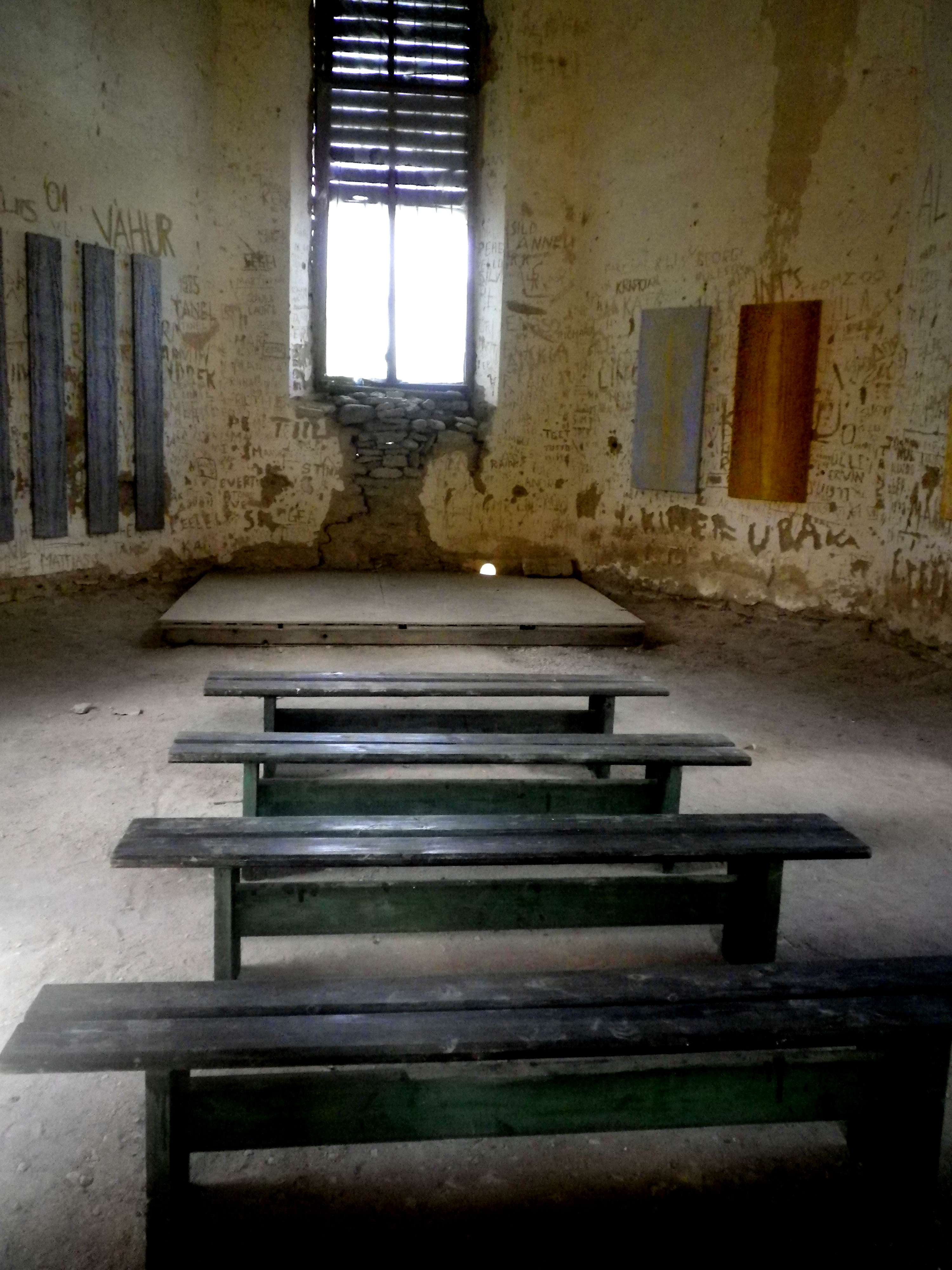
Interiér